# Laurent Truguet
Laurent Truguet, francoski admiral in politik, * 10. januar 1752, † 26. december 1839.